# Лін Чиа-шен
Лін Чиа-шен (кит.: 林家聖; нар. 12 липня 1980, Тайнань, Тайвань) — тайваньський футболіст, півзахисник. Виступав за тайванський клуб «Тайбей Сіті Банк».

## Клубна кар'єра

### Ранні роки
Розпочав грати у футбол у віці 9-ти років, коли навчався в початковій школі Шен Лі у своєму рідному місті Тайнань. Пізніше увійшов до футбольної команди молодшої середньої школи Гуей Рен та Національної старшої середньої школи Гсін Фенг. Розпочав грати в Першому дивізіону національної футбольної ліги у 17-річному віці в клубі «Тайбей Сіті Банк». У 1998 році зарахований до Університету Мін Чуань й допомагав його футбольній команді виграти Національний кубок коледжу.
Однак 2000 рік став нещасним для Ліни. Його мати любила футбол, яка їздила в Тай-Чжун, щоб подивитися на гру збірної команди старших класів Гсінг-Фенг. На жаль, вона потрапила в аварію, повертаючись до Чіа-ї та пошкодила хребет. Зрештою Лінь відмовився від участі в шкільній футбольній команді та щотижня їздив між Тайбеєм і Тайнанем, щоб піклуватися про свою матір.

### Переїзд до Англії
Після служби в армії вирішив розвивати свою кар'єру за кордоном. У 2004 році приєднався до резервної команди «Гейса», а в січні 2005 року уклав контракт з резервною командою «Болтон Вондерерз». Став першим тайванським футболістом, який приєднався до європейського футбольного клубу.

### Перегляди у клубах MLS
На початку 2007 року через брак ігрової практики в Англії спробував перейти до Major League Soccer. Бувши одним із 900 учасників, які брали участь у відкритих пробних змаганнях «Лос-Анджелес Гелаксі», потрапив до фіналу 24, але зрештою тренерський штаб виключив його з поля. Також побував на перегляді в «Чівас США», але він не зміг потрапити до півфіналу. У 2008 та 2009 роках зробив декілька спроб у переглядах «ЛА Гелексі», але не безрезультатно. 8 березня було оголошено, що Лін відправиться ще на один перегляд до «Гелексі».

### Футбольний табір Тайнань
У Тайнані Лінь заснував Футбольний табір Тайнань, який спонсорується Освітньою фундацією Spirox та корпорацією Чи Мей. Вони з братом навчали футболу місцевих дітей.